# Ania Nowak
Ania Nowak (ur. 1983 w Krakowie) – polska tancerka, choreografka, performerka i autorka tekstów, poruszająca się na przecięciu sztuk performatywnych i wizualnych oraz feminizmu i praktyk queer.
Laureatka artystycznej Nagrody Sztuki im. Marii Anto i Elsy von Freytag-Loringhoven w 2021.

## Życiorys
Studiowała iberystykę na Uniwersytecie Jagiellońskim, a następnie ukończyła studia w Inter-University Center for Dance (HZT) w Berlinie, gdzie mieszka i pracuje od 2011 r.

## Twórczość

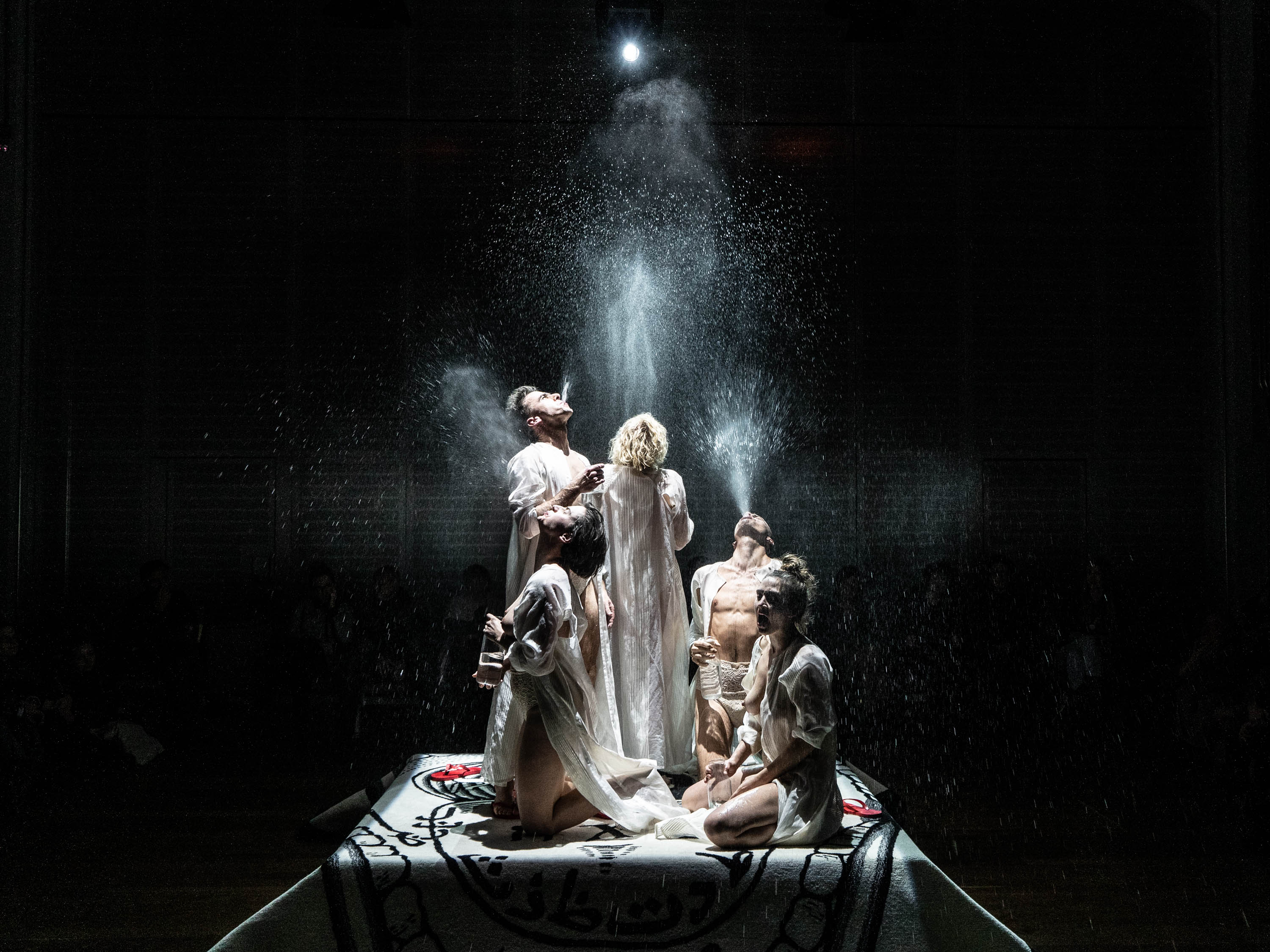
Ania Nowak, Języki przyszłości, 2018

W praktyce twórczej zajmuje się przede wszystkim refleksją nad cielesnością w materialnym i niematerialnym wymiarze: problematyką seksualności, choroby i przyjemności, ale też afektów, uczuć czy intuicji, a także nad czasem oraz możliwościami i wzajemnymi relacjami języka i ciała. Zagadnienia te stanową dla Nowak punkt wyjścia do realizacji performansów, wideoperformansów, wystaw performatywnych czy też rozwijane są w formach tekstowych. Istotne są dla niej takie konteksty jak współczesna polityka czy kryzys związany ze zmianami klimatycznymi, „bada język, pocałunek i oddech jako sposoby komunikowania”.
Mimo zajmowania się choreografią nie uważa tańca za swoje podstawowe medium:
Ja zwykle nie tańczę w swoich pracach. [...] Jedyne sytuacje, w których tańczę w życiu, to sytuacje socjalne, czyli imprezy, bądź sytuacje artystyczne, w których stwierdzam że taniec rzeczywiście ma sens albo ma coś do zakomunikowania. Mimo że jestem choreografką, nie jest dla mnie naturalne, że taniec wyraża i stanowi mój główny środek wyrazu.
Od 2014 roku rozwija praktykę sytuującą się pomiędzy choreografią a performansem, tj. na styku sztuk performatywnych i wizualnych.
Prowadzi też badania artystyczne dotyczące miłości jako strategii wytwarzania wiedzy, w ramach których „bada ekonomie afektywne, niestabilne struktury troski oraz podejmuje próbę redefiniowania zmysłowości”. Rezultaty swoich badań publikuje od 2014 r. na blogu Technologies of Love, gdzie miłość prezentowana jest jako kategoria polityczna, a technologia jako narzędzie wytwarzania relacji:
Poprzez blog, Nowak zbiera materiały wokół radykalnego potencjału miłości jako fenomenu społecznego, który znajduje nowe formaty współbycia, a miłość rozumie jako zjawisko, które jest wciąż wymyślane inaczej i które nie wyklucza ze względu na wiek, płeć, orientację seksualną, przekonania czy stopień sprawności fizycznej.
Ważną częścią pracy Nowak jest udział w „nieformalnych strukturach wymiany i współpracy” oraz zaangażowanie w praktyki feministyczne, dlatego też przez jakiś czas artystka współpracowała przede wszystkim z kobietami. Jak deklarowała:

Swoje projekty robię prawie wyłącznie z kobietami, czasami mam wsparcie dramaturgiczne od kogoś, kto nie jest kobietą. Oczywiście pracuję z mężczyznami, jeśli zostaję zaproszona do projektu i mnie to zainteresuje. Ja dosyć głośno o tym mówię, że praca z kobietami jest dla mnie wyborem politycznym. [...] Niewątpliwie chcę pracować z kobietami, żeby dawać im pracę, żeby dawać im zarobić i aby zyskały widoczność. Chociaż choreografia generalnie jest zdominowana przez kobiety, nie oznacza, to że kobiety dominują w niej pod względem zarobków i sukcesu.
Queerowy aspekt jej prac wiąże się z wytwarzaniem takich form relacji – międzyludzkich oraz z tym, co nie-ludzkie – które wykraczają poza dominujące narracje i struktury oparte na binarnych podziałach, jak np. postać queerowego Boga Ojca/Matki w pracy Bez tytułu 3, oraz poza dyskursy większościowe, jak choćby w pracy Języki przyszłości. Sama artystka określa ten obszar swoich zainteresowań jako ciągle uaktualnianą pracę z „queerowym ucieleśnieniem i troską”:
W mojej praktyce realizacja tej odpowiedzialności wiąże się z szukaniem odpowiedzi na pytanie o granice między troską, czułością, erotyką i porno. To ważne dla mnie tematy, jednak równie ważny jest sposób pracy nad nimi. Robiąc prace, spekuluję o tym, co to znaczy pracować feministycznie i queerowo. W sztukach performatywnych wciąż brakuje tego namysłu. Musimy wyobrazić sobie bycie w queerowo-feministycznych wspólnotach tak, aby nie reprodukować heteronormatywnych, patriarchalnych, biało-suprematywnych struktur i hierarchii.
Pracując z ruchem, cielesnością, bliskością, dotykiem czy seksualnością Nowak zwraca uwagę na problematykę władzy, neoliberalnej ekonomii oraz związanych z nimi nadużyć. „Nie możemy pozwolić, żeby działalność artystyczna polegała przede wszystkim na uwodzeniu sprzyjającemu zarabianiu pieniędzy. Interesuje mnie przyjemność i erotyzm poza imperatywem sprzedaży i kupna,” jak stwierdza artystka. Jak podkreśla Anka Herbut, w pracach Nowak kluczowe jest przechwytywanie słów i dekonstruowanie ich pierwotnych znaczeń, a przez to demontaż tożsamości kulturowych, narodowych i seksualnych oraz proponowanie seksualności rozumianej jako czułość i empatia w miejsce relacji opartych na dominacji.
Intencją artystki jest również takie poszerzanie pola produkcji choreograficznej, by było ono przestrzenią inkluzywną: uwzględniającą różnorodność oraz głosy osób z mniejszości czy z nienormatywnymi ze względu na wiek czy stopień sprawności ciałami.
Działania Nowak zostały określone przez Tomasza Platę jako praktyki teatru eksperymentalnego czerpiącego z tradycji sztuki performance i wyróżnione obok realizacji Wojtka Ziemilskiego, Chóru Kobiet, Komuny//Warszawa, Anny Karasińskiej, Weroniki Szczawińskiej czy Wojtka Blecharza.
Współpracuje między innymi z Agatą Siniarską, Mateuszem Szymanówką, Julią Rodriguez.
Jej prace prezentowane były m.in. w berlińskich Hebbel am Ufer (HAU), Sophiensaele, Uferstudios, Neukoellner Oper i Akademie der Künste, warszawskich Nowym Teatrze i Centrum Sztuki Współczesnej Zamek Ujazdowski oraz w BWA Wrocław, Art Institute HGK FHNW w Bazylei, CAC Contemporary Art Centre w Wilnie i ICK Dans Amsterdam, a także w Barcelonie, Sztokholmie i Bukareszcie. Brała udział w tworzeniu choreografii do ceremonii otwarcia Pierwszych Igrzysk Europejskich w Azerbejdżanie.
Artystka ma również sprecyzowane plany na bliższą i dalszą przyszłość:
W 2021 roku będzie rezydentką Ankara Queer Art w Turcji oraz Muzeum Sztuki Nowoczesnej i Współczesnej w Seulu. W 2025 wraz z grupą artystów, kucharzy i inżynierów rozpocznie research w Centrum Biolokacji w Punta Cana. Na 2033 przewidziany jest finał projektu badawczego Nowak na temat związków ekologii i miłości, a na 2046 nowy projekt dotyczący końca internetu.

### Wybrane realizacje

#### Reżyseria i choreografia
- 2015: A Queer Kind of Evidence, wraz z Martinem Hansenem. Premiera: Festiwal Tanztage, Berlin[3][24].
- 2015: choreografia ceremonii otwarcia Pierwszych Igrzysk Europejskich, Baku[13].
- 2015: Exercising Attention #5. Ćwiczenia z uważności, koncept, choreografia i wykonanie. CK Zamek w Poznaniu.
- 2015: Exercising Attention #6. Ćwiczenia z uważności, koncept, choreografia i wykonanie. Realizacja we współpracy z Instytutem Muzyki i Tańca w ramach programu „Scena dla tańca 2015”. Prezentacja: Międzynarodowe Forum Tańca, Teatr Polski w Bydgoszczy[25].
- 2016: Exercising Attention #7, koncept, choreografia i wykonanie, współpraca: Siegmar Zacharias, Litó Walkey, Alice Chauchat, Agata Siniarska. W ramach projektu Powrót (do) przyszłości w Galerii Sztuki im. Jana Tarasina w Kaliszu, kurator: Mateusz Szymanówka[26][27][28].
- 2016: Offering What We Don’t Have To Those Who Don’t Want It, współpraca: Agata Siniarska, Mateusz Szymanówka, Xenia Taniko Dwertmann, Julia Rodriguez. Premiera: Festiwal Tanztage, Berlin[3].
- 2016: Don’t Go For Second Best, Baby!, performans i współpraca: Julek Kreutzer, Julia Plawgo, konsultacja dramaturgiczna: Mateusz Szymanówka, Julia Rodriguez, Siegmar Zacharias. Performans wyprodukowany przez Art Stations Foundation w ramach programu rezydencyjnego Solo Projekt Plus. Prezentowany m.in. w Nowym Teatrze w Warszawie w ramach cyklu Aktywizm tańca[3][29][30][31].
- 2018: Bez tytułu 3, wraz z Maxem Göranem, współpraca: Jayson Patterson, wideo: Ola Osowicz, konsultacja dramaturgiczna: Agata Siniarska, stylizacja: Dusty Whistles. Spektakl wyprodukowany przez Centrum Sztuki Współczesnej Zamek Ujazdowski w ramach rezydencji performatywnych Sprzężenia zwrotne – nadawanie i przyjmowanie formy, kuratorka: Agnieszka Sosnowska. Prezentowany m.in. w Teatrze Studio w Warszawie[8][32].
- 2018: Języki przyszłości, performerzy: Oskar Malinowski, Aleksandra Osowicz, Rafał Pierzyński, Jaśmina Polak. Spektakl w ramach cyklu Teatr 2118 w Nowym Teatrze w Warszawie, kurator: Tomasz Plata[3][33][16].
- 2018: You are safe, reż. A. Siniarska, choreografia i performans: A. Siniarska, A. Nowak, Katarzyna Wolińska, dramaturgia: Mateusz Szymanówka. Realizacja w ramach programu Poszerzanie pola Nowego Teatru w Warszawie i Art Stations Foundation[34][35][34][36][37].
- 2019: To the Aching Parts! (Manifesto), performans. Premiera: Hebbel am Ufer w Berlinie, prezentowany podczas Biennale Zielona Góra 2020[23].
- 2019: Inflammations, choreografia: A. Nowak, performans: A. Nowak, Angela Alves, Laura Lulika, dramaturgia: Mateusz Szymanówka. Realizacja we współpracy z TATWERK[38].

#### Wystawy indywidualne
- Matters of Touch, 12.09 – 29.10.2017, Arts Santa Mònica, Barcelona, kuratorka: Sonia Fernández Pan[1].
- Czy można umrzeć na złamane serce?, 30.08–7.10.2018, Centrum Sztuki Współczesnej Zamek Ujazdowski w Warszawie, kurator: Mateusz Szymanówka[11][39].

#### Wystawy zbiorowe
- Milk me sugar, 27.11.2020 – 11.02.2021, Galeria Arsenał w Białymstoku, kuratorka: Ewa Tatar[40][41][42].
- TRZY TO JUŻ TŁUM, 20.11.2020 – 16.05.2021, BWA Wrocław, kuratorki: Anka Herbut, Michał Grzegorzek, Gregor Różański; wystawa w ramach OUT OF STH VI. Chłonność przestrzeni (kuratorzy: Hubert Kielan, Joanna Stembalska) oraz 20. MFF Nowe Horyzonty i 11. American Film Festival (praca To the Aching Parts! [Manifesto])[43][44][45].

#### Udział performerski
- Ula Sickle, Wolne gesty, wystawa performatywna, 2–25.03.2018, Centrum Sztuki Współczesnej Zamek Ujazdowski w Warszawie, kuratorka: Agnieszka Sosnowska[3][4][46][47].

#### Publikacje
- A. Nowak, Ruchome sieci współpracy. Nie tylko o polskiej społeczności tańca w Berlinie, TaniecPolska.pl 20.01.2021.

## Nagrody i wyróżnienia
Rezydencje artystyczne: CK Zamek w Poznaniu, Dancehouse Melbourne (wraz z Martinem Hansenem, 2014) i Art Stations Foundation (2016).
Stypendystka Prezydenta Miasta Krakowa oraz Instytutu Muzyki i Tańca.
2014 – stypendium programu Danceweb w ramach festiwalu ImpulsTanz, Wiedeń.
2019 – II nagroda Project Room (CSW Zamek Ujazdowski) za wystawę i performans Czy można umrzeć na złamane serce? – za „stworzenie eksperymentalnej przestrzeni performatywnej instalacji wideo”, w którym artystka „podejmując temat cielesnego wymiaru cierpienia, przełożyła naukowy, medyczny dyskurs na poetycką, momentami dowcipną, wypowiedź”.
2021 – Nagroda Sztuki im. Marii Anto i Elsy von Freytag-Loringhoven za odwagę, pokonywanie i przekraczanie granic dla młodej polskiej artystki.